# 문화적 상징

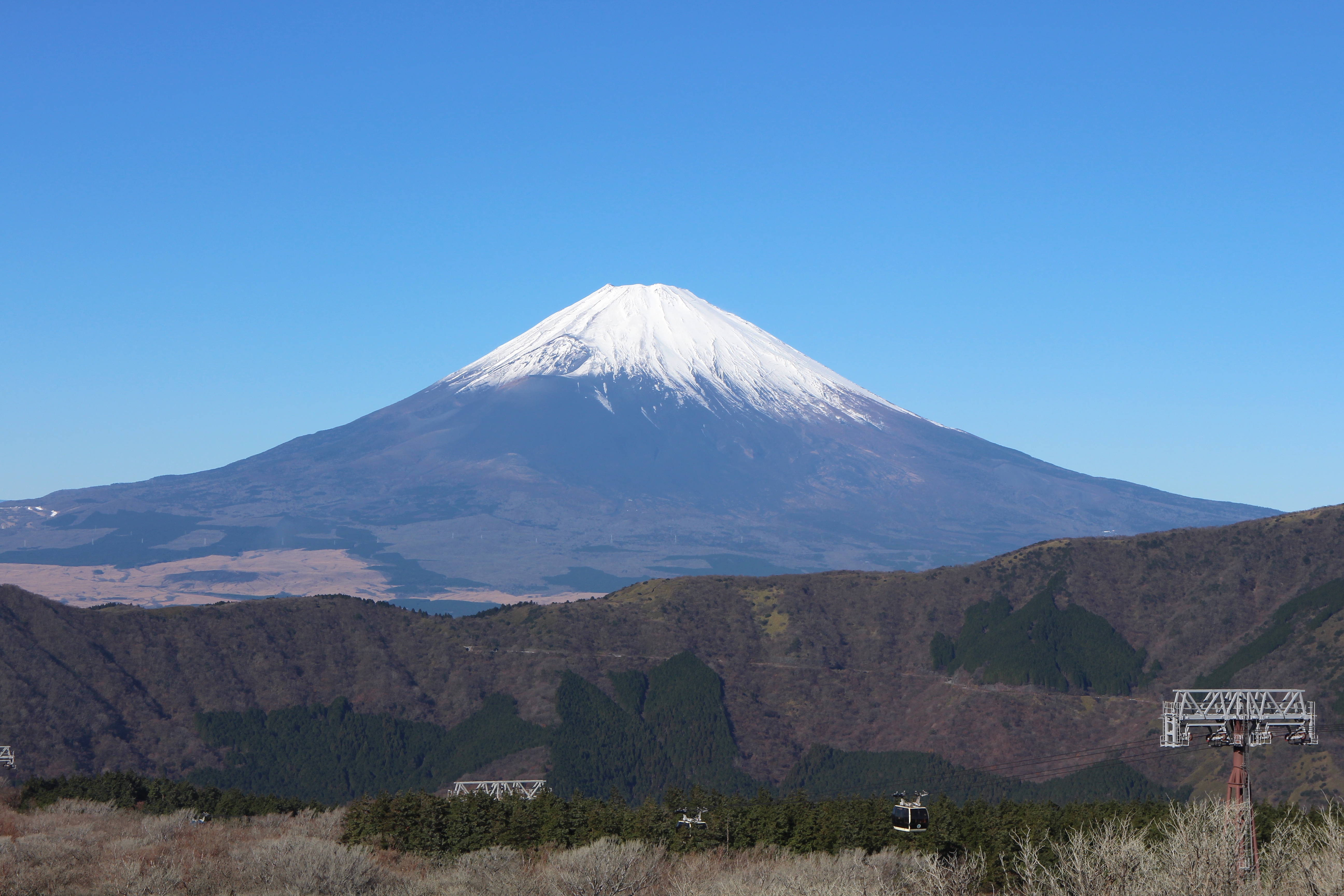
후지산은 일본의 문화적 상징으로 자주 사용된다.

문화적 상징 또는 문화적 아이콘(cultural icon)은 한 문화의 구성원들이 그 문화를 대표하는 것으로 인식하는 사람 또는 문화적 유물을 뜻한다. 이러한 인식 과정은 주관적이며, '상징'은 그 문화의 진정한 상징으로 얼마나 여겨질 수 있는지에 따라 판단된다. 개인이 문화적 상징을 인식할 때, 그들은 그것을 표현되는 문화적 정체성에 대한 그들의 일반적인 인식과 연결시킨다. 문화적 상징은 다른 문화에 의해 한 문화의 관행을 진정으로 대표하는 것으로 인식될 수도 있다.

## 예시

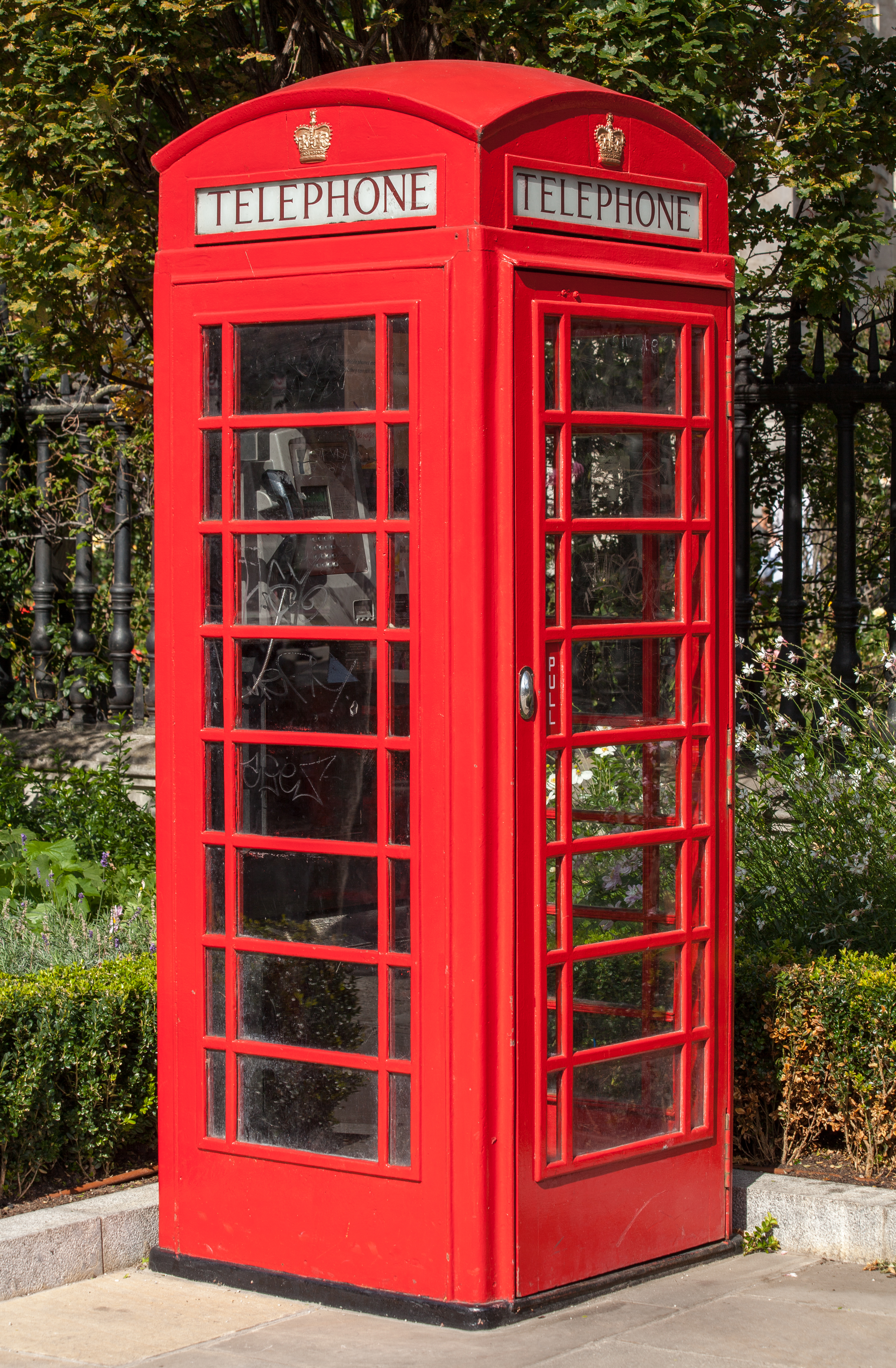
빨간색 전화 부스는 영국의 문화적 상징이다.

캐나다 커뮤니케이션 저널에 따르면, 학술 문헌은 셰익스피어, 오프라, 배트맨, 빨간 머리 앤, 카우보이, 1960년대 여성 팝 가수, 말, 라스베이거스, 도서관, 바비 인형, DNA, 뉴욕 양키스 등을 모두 "문화적 상징"으로 기술했다.
2006년에 일반 대중이 잉글랜드의 국가적 상징에 대한 자신들의 생각을 지명할 수 있는 웹 기반 설문조사가 마련되었으며, 결과는 잉글랜드의 문화에 대한 잉글랜드적인 관점과 관련된 다양한 유형의 상징들을 보여준다. 한 예로는 빨간색 AEC 루트마스터 런던 2층 버스가 있다.
마트료시카 인형은 국제적으로 러시아의 문화적 상징으로 여겨진다. 옛 소련에서는 낫과 망치 상징과 블라디미르 레닌 동상이 나라의 가장 두드러진 문화적 상징을 나타냈다.
문화적 상징에 의해 표현되는 가치, 규범, 이상은 그것을 지지하는 사람들 사이에서 다르며, 문화적 상징을 상당히 다른 가치를 상징하는 것으로 해석할 수 있는 다른 사람들 사이에서는 더욱 다양하다. 따라서 사과 파이는 미국의 문화적 상징이지만, 미국인들 사이에서 그 중요성은 다르다.
국가 상징은 정권에 반대하거나 비판하는 사람들의 목표가 될 수 있다. 예를 들어, 공산주의 몰락 후 동유럽에서 레닌 동상을 파괴하는 군중이나 해외에서의 미국 행동에 항의하기 위해 미국 국기를 불태우는 것 등이 있다.
종교적 상징은 종교와 문화가 깊이 얽혀 있는 사회에서 문화적 상징이 될 수도 있다. 예를 들어, 강력한 가톨릭 전통이 있는 사회에서 성모자상의 표현과 같은 것이 있다.

## 비판
무언가를 '아이코닉한' 또는 '상징'이라고 묘사하는 것은 대중 매체에서 매우 흔해졌다. 이는 일부 사람들의 비판을 불러일으켰다. 크리스찬 이그재미너의 마크 라슨은 "아이코닉한"을 과도하게 사용된 단어로 지목하며, 뉴스 기사에서만 "아이코닉한"이 18,000번 이상, "상징"이 30,000번 이상 사용된 것을 확인했다.

## 종류
- 건축 상징
- 게이 아이콘
- 팝 아이콘

## 참고 자료
1. ↑  Grayson, Kent; Martinec, Radan (2004년 9월 1일). “Consumer Perceptions of Iconicity and Indexicality and Their Influence on Assessments of Authentic Market Offerings”. 《Journal of Consumer Research》 31 (2): 296–312. doi:10.1086/422109. ISSN 0093-5301.
2. ↑  Truman, Emily (2017). “Rethinking the Cultural Icon: Its Use and Function in Popular Culture”. 《Canadian Journal of Communication》 42 (5): 829–849. doi:10.22230/cjc.2017v42n5a3223. S2CID 148775748. What constitutes a 'cultural icon' in twenty-first-century North American popular culture? All of the following have been attributed to this status in academic literature: Shakespeare, Oprah, Batman, Anne of Green Gables, the Cowboy, the 1960s female pop singer, the horse, Las Vegas, the library, the Barbie doll, DNA, and the New York Yankees
3. ↑  “Our Collection”. 《icons.org.uk》. 2014년 8월 19일에 원본 문서에서 보존된 문서. 2014년 8월 16일에 확인함.
4. ↑  Jenkins, Simon (October 2005).  Godson, Dean, 편집. 《Replacing the Routemaster》 (PDF). 7쪽. 2013년 2월 27일에 원본 문서 (PDF)에서 보존된 문서. 2012년 12월 15일에 확인함.
5. ↑  British Postal Museum & Archive: Icons of England 보관됨 2014-12-05 - 웨이백 머신. 2012년 12월 15일에 확인함.
6. ↑  Parker, Mike (2012). 《Cultural Icons: A Case Study Analysis of their Formation and Reception》 (PDF). 《Chapter 5: The Spitfire Aircraft》 (학위논문) (University of Central Lancashire). 123–167쪽. 2024년 7월 15일에 원본 문서 (PDF)에서 보존된 문서. 2025년 5월 14일에 확인함.
7. ↑  Jones, Jonathan (2013년 12월 9일). “Why smashing statues can be the sweetest revenge”. Guardian.
8. ↑  Laessing, ulf (2012년 9월 14일). “Anti-American fury sweeps Middle East over film”. Reuters.
9. ↑  Anthony B Pinn; Benjamin Valentin, 편집. (2009). 《Creating Ourselves, African Americans and Hispanic Americans on popular culture and religious expression》. Duke University Press.
10. ↑  {, 리버풀 데일리 포스트
11. ↑  Modern word usage amazingly leaves us yearning for gay, old times 보관됨 2010-12-25 - 웨이백 머신, 크리스찬 이그재미너

## 참고 문헌
- Biedermann, Hans (1994). 《Dictionary of Symbolism: Cultural Icons and the Meanings Behind Them》. Meridan.
- Brooker, Will (2001). 《Batman Unmasked: Analysing a Cultural Icon》. Continuum.
- Edwards, Peter; Enenkel, Karl; Graham, Elspeth, 편집. (2011). 《The Horse as Cultural Icon: The Real and the Symbolic Horse in the Early Modern World》. Brill.
- Foudy, Julie; Leslie Heywood; Shari L Dworkin (2003). 《Built to Win: The Female Athlete as Cultural Icon》. University of Minnesota Press.
- Gilbert, Erik (2008). 《The Dhow as Cultural Icon》. Boston University.* Heyer, Paul (2012). 《Titanic Century: Media, Myth, and the Making of a Cultural Icon》. Praeger.
- Heyer, Paul (2012). 《Titanic Century: Media, Myth, and the Making of a Cultural Icon》. Praeger.
- Meyer, Denis C. (2010). 《Cles Pour la France en 80 Icones Culturelles》. Hachette.
- Nelkin, Dorothy; M Susan Lindee (2004). 《The DNA Mystique: The Gene as a Cultural Icon》. University of Michigan Press.
- Reydams-Schils, Gretchen J (2003). 《Plato's Timaeus as Cultural Icon》. University of Notre Dame Press.